# 赫羅札導彈襲擊
2023年10月5日下午1時15分，俄羅斯軍隊袭击了一家位於烏克蘭東北部哈爾科夫州庫皮揚斯克區赫羅扎的商店和咖啡馆，袭击发生時居民正在聚集在咖啡馆参加追悼会。事件造成至少59人死亡、5人受伤，死難者中包括一名六歲男童。 乌克兰方面称俄羅斯在此次袭击使用了伊斯坎德尔弹道导弹。2023年10月31日，聯合國人權事務高級專員的調查報告顯示，死傷者都是平民，附近亦無軍人或軍事設施，並得出兩個可能結論，俄羅斯未能做足任何可行工作，來核實攻擊目標是否軍事目標或者故意針對平民。

## 調查
2023年10月31日，聯合國人權事務高級專員就事件發表調查報告，結果顯示襲擊中喪生的全部59人都是平民，報告還表示，有合理理由相信，事發地或附近沒有軍事人員或任何其他合法軍事目標，得出兩個可能結論，俄羅斯未能做足任何可行工作，來核實攻擊目標是否軍事目標或者故意針對平民。

## 各方反应
联合国人權事務高級專員辦事處发言人伊丽莎白·特罗塞尔表示，对俄军袭击赫羅扎村一事深感震惊并谴责有关杀戮，并表示已派出一支专家小组前往调查。
奥地利外交部表示，就赫罗扎村遭受导弹袭击一事召见俄罗斯驻奥地利大使德米特里·卢宾斯基，并强调俄军这次对民用设施的袭击再次违反国际人道主义法。